# مؤتمر جنيف (1932)
كان مؤتمر جنيف البحري الثاني مؤتمرًا عُقد في جنيف، سويسرا، عام 1932، لمناقشة الحد من الأسلحة البحرية. تبع ذلك مؤتمر نزع السلاح السابق، مؤتمر جنيف البحري، في عام 1927.
وبصرف النظر عن نزع السلاح البحري، نوقش أيضا تخفيض القوات البرية والقيود المفروضة على الأسلحة في المؤتمر.

## مفاوضات
حضرت إحدى وثلاثون دولة، بما في ذلك الولايات المتحدة والاتحاد السوفييتي وألمانيا، المؤتمر سعياً لتخفيض الأسلحة. تم إحراز بعض التقدم، ولكن عندما وصل أدولف هتلر إلى السلطة في عام 1933، أخرج ألمانيا من مؤتمر جنيف وعصبة الأمم.
لاحظ السفير الأمريكي في بلجيكا والوزير في سويسرا ومندوب المؤتمر، هيو س. جيبسون، بعد فترة وجيزة من مؤتمر لندن، أن الولايات المتحدة قللت من اهتمامها بالمؤتمر الجديد لأن المعاهدات حدت بالفعل من قواتها البحرية، وكان جيشها صغيرًا جدًا كان التخفيض مثيرًا للسخرية، وكانت التدابير المقترحة للحد من القوات الجوية غامضة جدًا لدرجة أنها لم تكن تعني سوى القليل. كتب جيبسون أن المؤتمر «من المحتمل أن يعقد في فبراير أو مارس 1932، وعلى الرغم من أنه قد يبدو محبطًا، فسيستمر على الأرجح.» لقد أصبح يعتقد أن الأسلحة لن تُلغى أبدًا تمامًا ولكن ربما يمكن للمعاهدات الحفاظ على التوازنات العسكرية.